# Dean Valdivia (distrito)
O Distrito peruano de Dean Valdivia é um dos seis distritos que formam a Província de Islay, situada no Departamento de Arequipa, pertencente a Região Arequipa, Peru.

## Transporte
O distrito de Dean Valdivia é servido pela seguinte rodovia:
- PE-1SJ, que liga o distrito de Cocachacra à cidade
- PE-1SD, que liga o distrito de Samuel Pastor à cidade de Tacna (Região de Tacna)[1][2][3]